# Казанська слобідка (Сімферополь)
Казанська слобідка (крим. Qazan maallesı) — історична місцевість Сімферополя, в Центральному районі міста.

## Опис
Обмежена з заходу Севастопольською вулицею, зі північного сходу вулицею Козлова, зі сходу Старозенітною вулицею, з півдня вулицею Лихого.

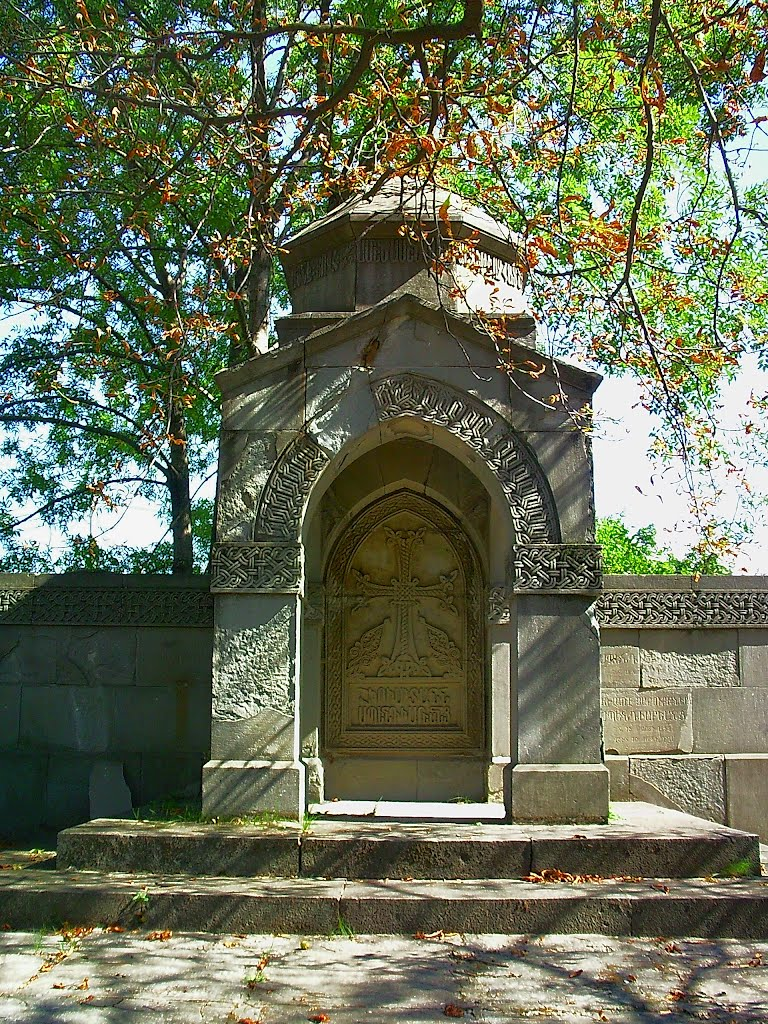
Вірменський цвинтар XIX–XX століття

Основні вулиці: Субхі, Футболістів (до 1944 року — Татарська), Естонська, Бахчисарайська, Тамбовська, Тарвацького, південна частина Караїмської.
У південного краю слобідки знаходиться Кримське художнє училище імені Миколи Самокиша та Вірменський цвинтар.